# Имберсаго
Имберса̀го (на италиански: Imbersago, на западноломбардски: Imbersach, Имберсак) е село и община в Северна Италия, провинция Леко, регион Ломбардия. Разположено е на 249 m надморска височина. Населението на общината е 2431 души (към 2014 г.).